# 佳構劇
佳構劇（英語：Well-made play），或稱情節劇，是一種源自於十九世紀的寫實主義戲劇體裁，是由法國劇作家尤金‧司克里布所開創的形式。佳構劇帶有濃厚的新古典主義的風格，这种戲劇在接近故事結尾時，會有一個很緊湊的主要情節和一個高潮，故事大部分劇情會在整場戲劇開演之前先發生。也就是說，觀眾於開始觀看時，會從戲劇的事件發生時加入，並且透過戲劇中表現出事件先前的隱晦情節，或是逐漸透露相關的訊息，以及與這些情節隨之而來的一連串偶發卻相關的錯綜複雜之情節。佳構劇有一個常見的特徵，是讓書信或文件落入非有意安排的人手中，以帶來情節的曲折和高潮。

## 简介
佳構劇采用一种19世纪早期法国剧作家推广的戏剧结构，即佳构剧结构（well-made play structure）。在佳构剧中，第一幕中涉及的元素和角色必须在后续发展中显得重要。几乎每一个细节都是必要的，一切都为了推动剧情或展示角色的特征。例如：如果有人拿起一把手枪，則必然会有人被击毙；如果有人轻微咳嗽，則必然会发现此人患上不治之症；如果提到一封错发的信，就必然会让观众意识到这封信将带来可怕的后果。
佳构剧结构强调逼真的布景和表演风格，但作为戏剧的佳构剧结构仍不能完全真实地呈现出现实生活。
佳构剧的特点之一是必要的交代，它为故事提供背景和各种既有关系。这些交代对于理解故事的发展十分重要。

## 劇本結構
動畫、日劇、韓劇或者好莱坞影片等現代商業編劇往往都採取佳構劇的結構。
常见的佳構劇形式通常可以分成三幕：
1. 出現意外狀況使主角做出錯誤的決定；
2. 主角死不認錯或出现其他因素而使得狀況越來越不可收拾；
3. 主角認錯，真相大白，一切開始順利進行，好人有好報，所有的伏筆解開，事件因而圓滿解決。

佳构剧虽於维多利亚时代在法国流行，但中国传统文化中的轮回、宿命、报恩等元素亦与佳构剧有异曲同工之处。而现代的很多戏剧与电影都深受佳构剧影响，伏笔的设置与解开即为最好的例证。

## 基本架構
1. 起：Exposition 說明
2. 承：Rising action 引起行動（衝突）
3. 转：Climax 高潮（解決衝突）
4. 合：Denouement 結局

## 特徵
透過精準安排劇情節奏與情節，持續累積懸宕感，讓戏剧結局具有可信度且合乎邏輯。但早期的寫實主義戲劇一般在題材和人物塑造上無甚力量，一直到小仲馬及奥日埃的出現，才將注意力轉向社會問題。而以此為題材使寫實主義戲劇臻於極盛的作品，要數易卜生，他是挪威最重要的劇作家，因開創現代戲劇的先河而被譽為「現代戲劇之父」。

## 作品
- 王爾德：不可兒戲
- 易卜生的玩偶之家遵循佳構劇的巧喻手法，但它超越了這種文類。《玩偶之家》裡所講的是幾天之間的事，全劇以回溯法的敘事手法，情節緊湊精煉，接近古典戲劇的「三一律」法則，而且有著佳構劇的仔細佈局，劇情肌理清晰，高潮迭起。
- 《等待戈多》(Waiting for Godot) - 由塞缪尔·贝克特（Samuel Beckett）创作，是一部经典的荒诞派戏剧。剧情围绕两个人在一片荒野等待一个神秘人物“戈多”，象征性地探讨了生活的意义和人类的存在困境。
- 童話故事三隻小豬也算是一種佳構劇，套用上面的模式：

Exposition說明：三隻小豬要建屋，個個方法都不同。
Rising action引起行動（衝突）：大野狼到訪，吹走兩間屋。
Climax高潮（解決衝突）：大野狼進入第三間屋，小豬們巧施妙計。
Denouement結局：三隻小豬快快樂樂地生活下去。

## 相關
- 通俗劇